# Europees Openbaar Ministerie
Het Europees Openbaar Ministerie (EOM) (Eng.: European Public Prosecutor's Office) is een onafhankelijk orgaan van de Europese Unie (EU) dat is ingesteld door 24 van de 27 lidstaten van de EU door middel van de methode van nauwere samenwerking. Het EOM zal gezeteld zijn in Luxemburg naast het Europese Hof van Justitie en de Europese Rekenkamer. Op 23 september 2019 gingen het Europese Parlement en de Raad van de Europese Unie akkoord om Laura Codruța Kövesi aan te stellen als Europees openbaar aanklager.

## Taak en structuur
De taak van het EOM is het instellen van onderzoek naar, het vervolgen en het voor de rechter brengen van daders van strafbare feiten die de financiële belangen van de Unie schaden. Voorheen waren slechts nationale autoriteiten hiertoe bevoegd. Het EOM zal een gedecentraliseerde organisatie zijn met gedelegeerd Europees aanklagers in elk van de 22 nauwer samenwerkende lidstaten. De Europese hoofdaanklager leidt de organisatie vanuit het centrale kantoor in Luxemburg.

## Juridische basis en nauwere samenwerking
Het EOM was reeds voorzien in artikel 86 van het Werkingsverdrag van de Europese Unie dat werd opgenomen met het verdrag van Lissabon. Artikel 86 stelt in verkorte vorm het volgende:
Oprichting
- De Raad kan op de grondslag van Eurojust volgens een bijzondere wetgevingsprocedure bij verordeningen een Europees openbaar ministerie instellen. De Raad besluit met eenparigheid van stemmen, na goedkeuring door het Europees Parlement.
- Is er geen eenparigheid, dan kan een groep van ten minste negen lidstaten verzoeken dat het ontwerp van verordening aan de Europese Raad wordt voorgelegd.
- Binnen dezelfde termijn, in geval van verschil van mening en indien ten minste negen lidstaten een nauwere samenwerking wensen aan te gaan op grond van de betrokken ontwerp-verordening, stellen zij het Europees Parlement, de Raad en de Commissie daarvan in kennis.

Taak
- Het Europees openbaar ministerie is, in voorkomend geval in samenwerking met Europol, bevoegd voor het opsporen, vervolgen en voor het gerecht brengen van daders van en medeplichtigen aan strafbare feiten die de financiële belangen van de Unie schaden.
- Het Europees openbaar ministerie is belast met de rechtsvordering voor de bevoegde rechterlijke instanties van de lidstaten in verband met deze strafbare feiten.

Uitbreiding bevoegdheden
- De Europese Raad kan tegelijkertijd of later een besluit vaststellen teneinde de bevoegdheden van het Europees openbaar ministerie uit te breiden naar de bestrijding van ernstige criminaliteit met een grensoverschrijdende dimensie. De Europese Raad besluit met eenparigheid van stemmen, na goedkeuring door het Europees Parlement en na raadpleging van de Commissie.

De Europese Commissie heeft op 17 juli 2013 een verordening voorgesteld ter oprichting van het EOM. Op 7 februari 2017 concludeerde de Raad echter dat unanimiteit niet bereikt kon worden. Een geamendeerde verordening is op 5 oktober 2017 goedgekeurd door het Europees Parlement en op 12 oktober 2017 werd de verordening definitief goedgekeurd door de 20 deelnemende staten.

## Deelnemende lidstaten
Tot op het heden nemen 22 lidstaten van de EU deel aan het EOM door middel van nauwere samenwerking. De originele verordening was goedgekeurd door 20 lidstaten en de overige lidstaten mogen later toetreden, met uitzondering van Denemarken dat een opt-out heeft ten aanzien van de ruimte van vrijheid, veiligheid en recht.
Nadat het kabinet Rutte III aantrad heeft Nederland op 14 mei 2018 formeel aangegeven toe te willen treden tot het EOM. De toetreding van Nederland is goedgekeurd door de Commissie op 1 augustus 2018. Op 14 juni 2018 verzocht Malta de Commissie om toe te mogen treden tot het EOM en dit verzoek is goedgekeurd op 7 augustus 2018. De minister-president van Zweden heeft in een speech in april 2019 gesteld dat hij aan het Zweedse parlement zou voorstellen om toe te treden tot het EOM. Een mogelijke toetreding werd eind 2023 nog steeds overwogen door Zweden volgens de vice-voorzitter van het EOM. In januari 2024 heeft de Zweedse regering de wetgevingsprocedure in gang gezet die nodig is om tot het EOM toe te treden. Na het aantreden van het kabinet Tusk III heeft de Poolse minister van Justitie Adam Bodnar op 13 december 2023 officieel het proces geïnitieerd om lid te worden van het EOM. De aanvraag is op 29 februari 2024 goedgekeurd.
Leden
| - België     | - Bulgarije | - Cyprus      | - Duitsland | - Estland   |  |
| - Finland    | - Frankrijk | - Griekenland | - Italië    | - Kroatië   |  |
| - Letland    | - Litouwen  | - Luxemburg   | - Malta     | - Nederland |  |
| - Oostenrijk | - Polen     | - Portugal    | - Roemenië  | - Slowakije |  |
| - Slovenië   | - Spanje    | - Tsjechië    |             |             |  |

Deelnemende lidstaten
Niet-deelnemende lidstaten

Niet-leden (die op elk moment deel kunnen gaan nemen)
| - Hongarije | - Ierland | - Zweden |

Lidstaat met een opt-out ten aanzien van de ruimte van vrijheid, veiligheid en recht.
- Denemarken